# Fischer (Patrizierfamilie)

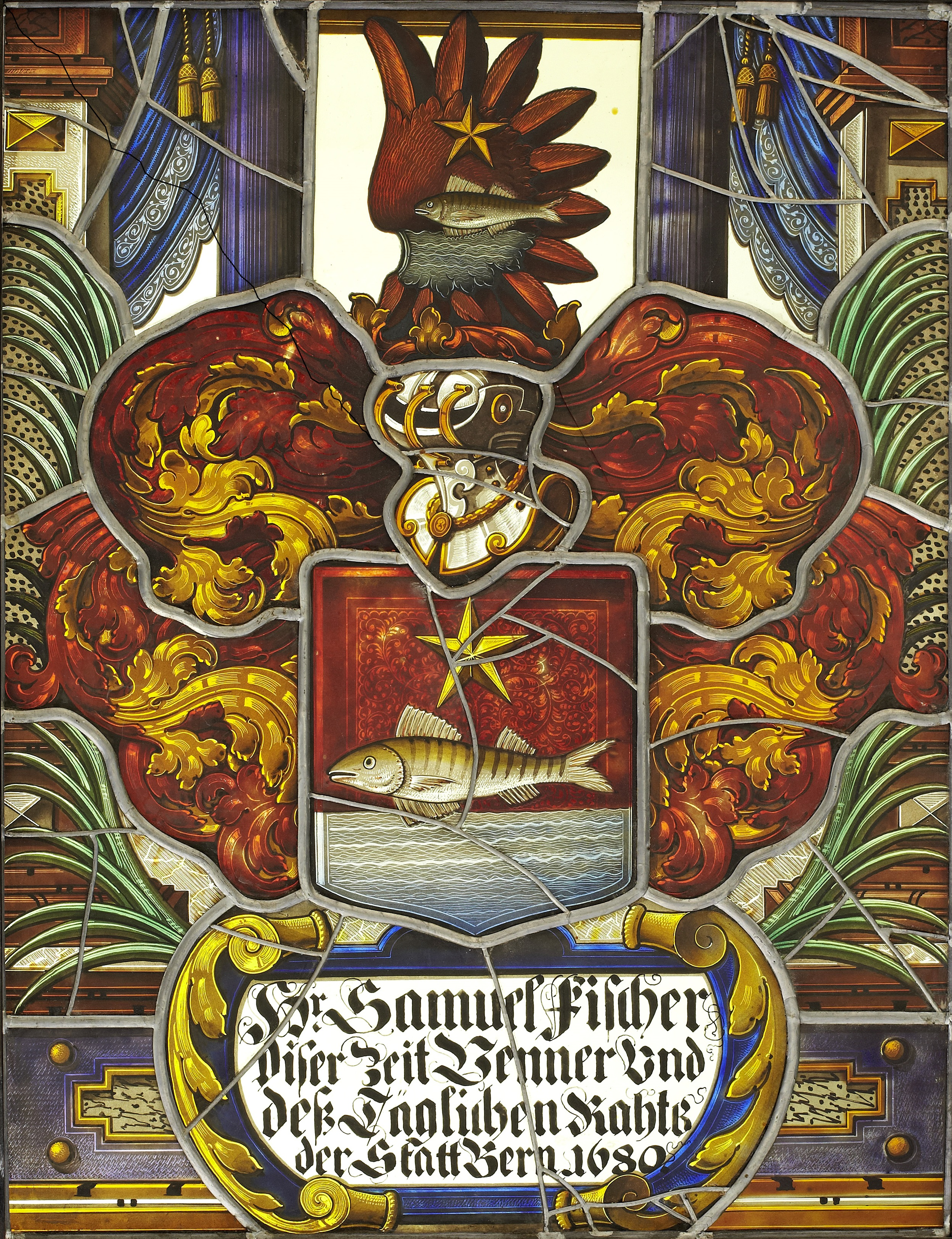
Kabinettscheibe Samuel Fischer (1680)

Die Familie von Fischer ist eine Berner Patrizierfamilie, die seit 1562 das Burgerrecht der Stadt Bern besitzt und heute der Gesellschaft zu Ober-Gerwern angehört. Von 1675 bis 1838 war die Familie Pächterin des bernischen Postregals. Kaiser Leopold I. erhob die Familie Fischer 1680 in den erblichen Reichsritterstand.

## Personen
- Beat Fischer (1641–1698), Gründer der bernischen Post
- Gottlieb Fischer (1736–1797), Dragonerhauptmann, Landvogt zu Yverdon
- Emanuel Friedrich von Fischer (1786–1870), Staatsmann
- Ludwig von Fischer (1805–1884), Berner Regierungsrat
- Ludwig Fischer (1828–1907), Botaniker
- Eduard Fischer (1861–1939), Botaniker
- Henry Berthold von Fischer (1861–1949), Architekt
- Beat von Fischer (1901–1984), Diplomat
- Ruth von Fischer (1911–2009), Malerin und Zeichenlehrerin
- Kurt von Fischer (1913–2003), Musikwissenschaftler und Pianist
- Hermann von Fischer (1926–2015), Architekt und Denkmalpfleger
- Rudolf von Fischer (1929–2017), Jurist, Präsident der Burgergemeinde Bern

## Trivia
Der Fischerweg und die Fischermättelistrasse in Bern erinnern an frühere Besitzungen der Familie von Fischer.